# Sutor, ne supra crepidam
Pour les articles homonymes, voir Sutor.

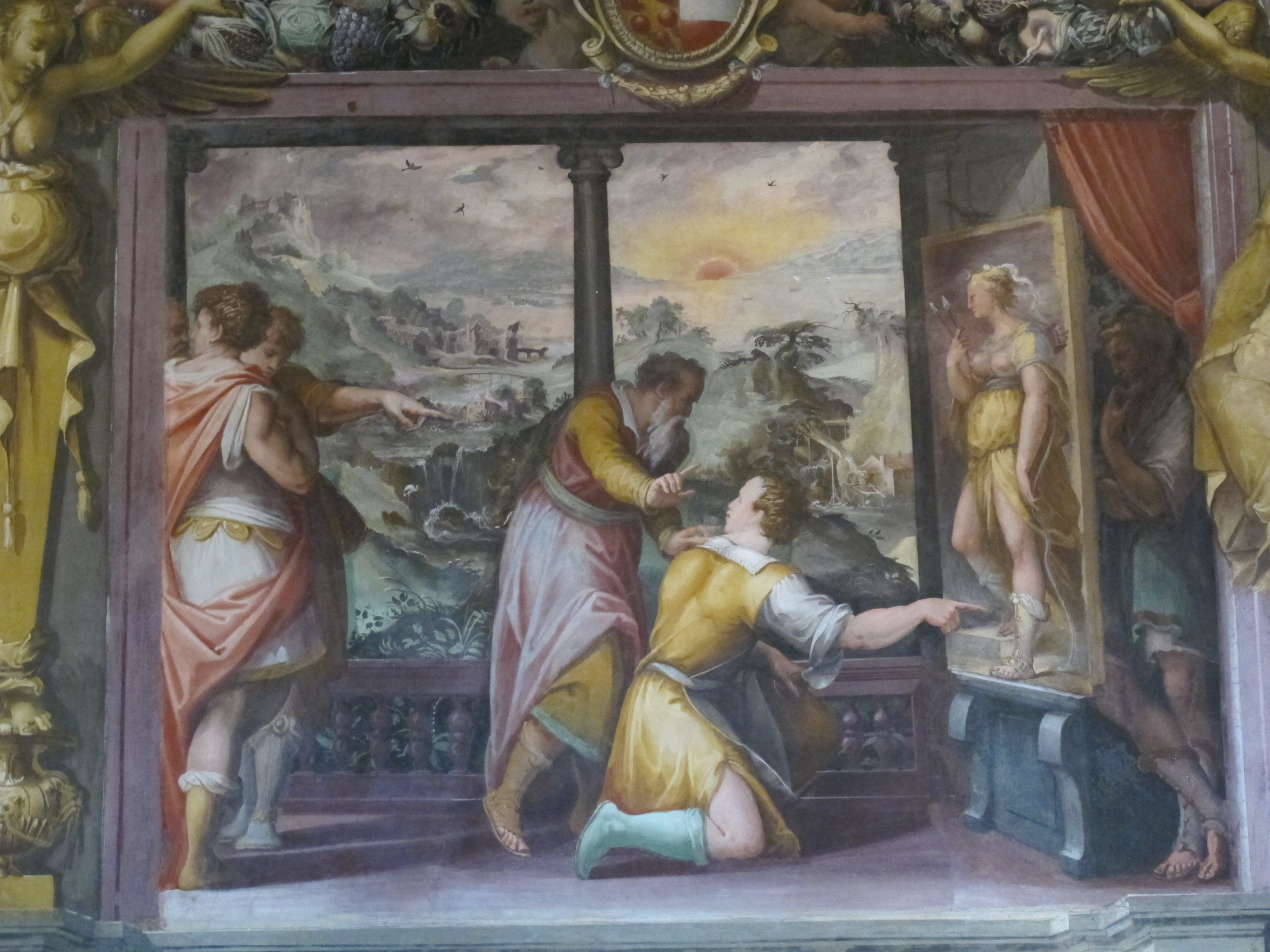
La maison de Vasari à Florence, Apelle

Sūtor, nē supra crepidam est une locution latine signifiant littéralement «  Cordonnier, pas plus haut que la sandale » ; autrement dit «  Cordonnier, tiens-t’en à la sandale ».
Elle est utilisée pour avertir l'interlocuteur d'éviter de porter un jugement qui dépasse sa compétence.

## Histoire
On trouve son origine dans l'Histoire naturelle [XXXV, 85 (Loeb IX, 323–325)] où Pline écrit qu'un cordonnier (sūtor) s'était approché du peintre Apelle pour lui signaler une erreur dans la représentation d'une sandale (crepida du grec krepis). Le peintre corrigea aussitôt son œuvre. Encouragé, le cordonnier commença à faire d'autres remarques sur d'autres erreurs qu'il considérait dans cette peinture, ce à quoi le peintre répondit nē suprā crepidam sūtor iūdicāret (un cordonnier ne devrait pas donner son avis plus haut que la chaussure). Le conseil était devenu proverbe.

## Traduction
L'équivalent français de cette locution devenue proverbiale pourrait être : « Chacun son métier, les vaches seront bien gardées ».
Un proverbe anglais y est apparenté : « A cobbler should stick to his last », littéralement « un cordonnier devrait s'en tenir à sa forme à monter ».